# Metazeunerite
La metazeunerite (simbolo IMA: Mzeu) è un raro minerale del gruppo della meta-autunite appartenente alla famiglia dei "fosfati, arseniati e vanadati" con la composizione chimica Cu[(UO2)(AsO4)]2 • 8(H2O).

## Etimologia e storia
Il minerale è stato chiamato in questo modo nel 1937 da Aleksandr Evgenievich Fersman e Olga Mikhailovna Shubnikova per la sua correlazione con la zeunerite, dove 'meta' sta a indicare il suo stato di minor idratazione rispetto alla zeunerite.

## Classificazione
Nella Classificazione Nickel-Strunz la metazeunerite è elencata nella classe "8. Fosfati, arseniati, vanadati" e da lì nella sottoclasse "8.E Fosfati e arseniati di uranile"; questa è suddivisa in base al rapporto che esiste tra le quantità di composto uranilico (UO2) e composto fosfato, arseniato o vanadato (RO4), in modo che il minerale possa essere trovato nella sezione "8.EB UO2:RO4 = 1:1" dove forma il sistema nº 8.EB.10 insieme a lehnerite, bassetite, meta-autunite, metaheinrichite, metakahlerite, metakirchheimerite, metasaléeite, metatorbernite, metauramphite, przhevalskite, metalodèvite, metanatroautunite, metanováčekite, metauranocircite e metauranospinite.
Nella Sistematica dei lapis (Lapis-Systematik) di Stefan Weiß, che si basa ancora sull'ottava edizione della sistematica secondo Strunz, obsoleta dal 1977, classifica la metazeunerite nella classe dei "fosfati, arseniati e vanadati" e da lì nella sottoclasse dei "fosfati/arsenati di uranile e vanadati di uranile con [UO2]2+ - [PO4]/[AsO4]3- e [UO2]2+ - [V2O8]6-, nonché vanadati isotipici (serie della sincosite)", dove viene elencata nel "gruppo della meta-autunite" nel sistema nº VII/E.02-070.
Nella classificazione dei minerali secondo Dana, utilizzata principalmente nel mondo anglosassone, classifica la metazeunerite nella sezione dei "fosfati anidri, etc." e da lì nella sottoclasse "fosfati idrati, ecc. con A2+(B2+)2(XO4) • x(H2O), contenente (UO2)2+.

## Abito cristallino
La metazeunerite cristallizza nel sistema tetragonale nel gruppo spaziale P42/n (gruppo nº 86) con i parametri di reticolo a = 7,1094 Å e c = 17,416 Å e con 2 unità di formula per cella unitaria.

## Proprietà
La metazeunerite, a causa del suo contenuto di uranio che arriva a circa il 46,42%, è radioattiva. Tenendo conto delle proporzioni degli elementi radioattivi nella formula molecolare idealizzata e dei successivi decadimenti della serie di decadimento naturale, per il minerale viene fornita un'attività specifica di circa 83,090 kBq/g (per confronto, il potassio naturale ha un'attività specifica pari a 0,0312 kBq/g). Il valore indicato può variare in modo significativo a seconda del contenuto di minerali e della composizione degli stadi, ed è anche possibile l'arricchimento selettivo o l'arricchimento dei prodotti di decadimento radioattivo e modifica l'attività.
La metazeunerite è isostrutturale con la metatorbernite.
Sotto la luce ultravioletta il minerale ha una debole fluorescenza giallo-verde pallido, sia in luce UV a onde corte, che in luce UV a onde lunghe.

## Origine e giacitura
La metazeunerite è stata rinvenuta associata a torbernite, trögerite, walpurgite, uranospinite, eritrite, mimetite,
farmacosiderite, olivenite e calcofillite.
Il minerale non è molto comune, ma può essere trovato in diverse località sparse per il mondo.
In Italia la metazeunerite è stata trovata a Bagnolo Piemonte (Piemonte); Aldino, Bocenago, Borgo Chiese, Predazzo, Valdaone e Carano (Trentino Alto-Adige); Valle Benedetta e Portoferraio (Toscana); Valli del Pasubio (Veneto).
In Germania è stata rinvenuta in numerosi siti, tra i quali si ricordano la sua località tipo (nella miniera Weißer Hirsch a Neustädtel, presso Schneeberg nel circondario dei Monti Metalliferi in Sassonia); nella regione Brisgovia-Hochschwarzwald, ma anche i comuni di Lörrach, Triberg im Schwarzwald e Rottweil (nel Baden-Württemberg); Sailauf e Wunsiedel im Fichtelgebirge (Baviera); nel circondario di Darmstadt-Dieburg (Assia); a Feilbingert, Birkenfeld e nel circondario del Donnersberg (in Renania-Palatinato).
Il minerale è stato trovato anche nel distretto di Guntur (India); nel distretto di Anarak (Iran); a Kurashiki (in Giappone); nella municipalità di Coyuca de Catalán (Messico); a Narvik (in Norvegia).
Diversi ritrovamenti di metazeunerite si sono verificati in altri Paesi sparsi per il mondo.